# 內烏肯河

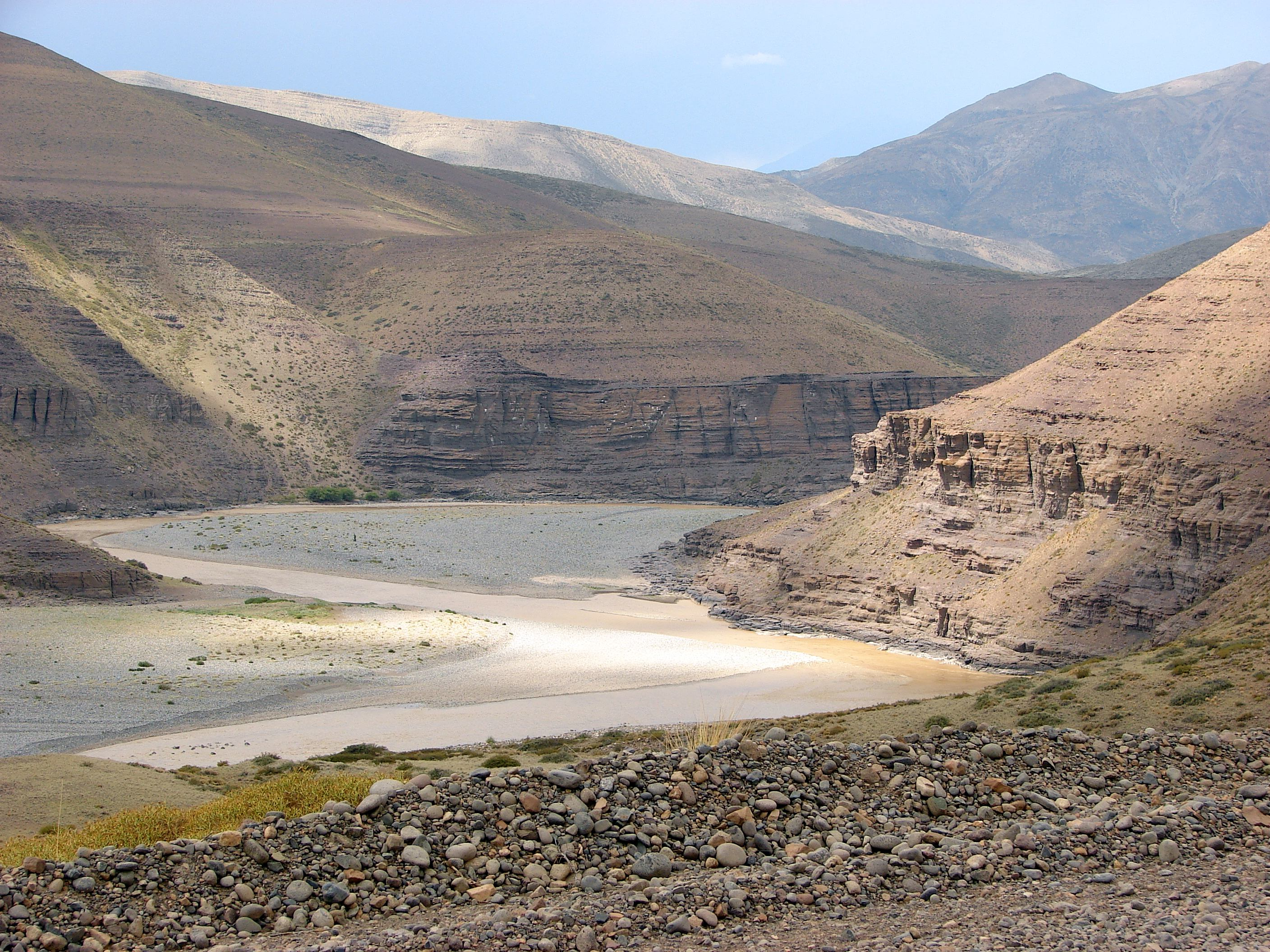
內烏肯河

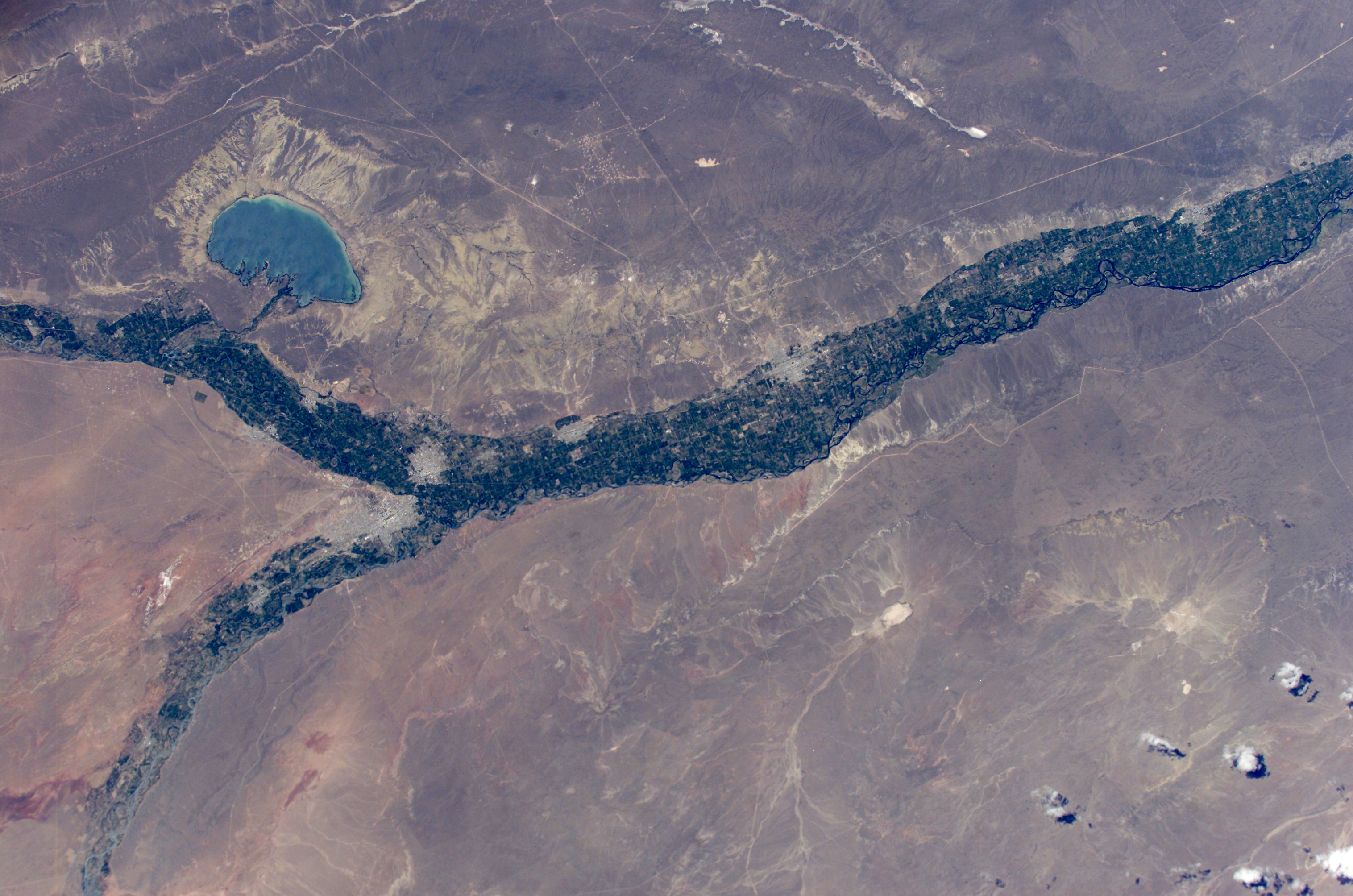
內烏肯河衛星圖

內烏肯河（西班牙語：Río Neuquén）是阿根廷的河流，位於內烏肯省，河道全長400公里，集水區面積50,774平方公里，發源自海拔高度2,300米處，最終在內烏肯附近與利邁河匯流成內格羅河。

## 外部連結
- Subsecretaría de Recursos Hídricos[永久] — "Cartografía Hídrica de Neuquén" - pdf
- Monografias.com （页面存档备份，存于） — "Región patagónica"
- Ministry of Environment — Hydrological basins of Argentina.